# Henry Joseph O'Leary
Henry Joseph O'Leary (Richibucto, 13 marzo 1879 – Victoria, 5 marzo 1938) è stato un arcivescovo cattolico canadese.

## Biografia
Studiò nel seminario diocesano di Montréal e fu ordinato prete nel 1901: fu poi inviato a Roma per completarvi la sua formazione ecclesiastica.
Tornato in patria, prestò servizio preso la parrocchia di Bathurst.
Fu eletto vescovo di Charlottetown nel 1913 e nel 1920 fu trasferito alla sede metropolitana di Edmonton.
Nel 1916 fondò le suore di Santa Marta, per curare le vocazioni della popolazione di lingua inglese.

## Genealogia episcopale e successione apostolica
La genealogia episcopale è:
- Cardinale Scipione Rebiba
- Cardinale Giulio Antonio Santori
- Cardinale Girolamo Bernerio, O.P.
- Arcivescovo Galeazzo Sanvitale
- Cardinale Ludovico Ludovisi
- Cardinale Luigi Caetani
- Cardinale Ulderico Carpegna
- Cardinale Paluzzo Paluzzi Altieri degli Albertoni
- Papa Benedetto XIII
- Papa Benedetto XIV
- Papa Clemente XIII
- Cardinale Bernardino Giraud
- Cardinale Alessandro Mattei
- Cardinale Pietro Francesco Galleffi
- Cardinale Giacomo Filippo Fransoni
- Cardinale Carlo Sacconi
- Cardinale Edward Henry Howard
- Cardinale Casimiro Gennari
- Arcivescovo Pellegrino Francesco Stagni, O.S.M.
- Arcivescovo Henry Joseph O'Leary

La successione apostolica è:
- Cardinale James Charles McGuigan (1930)
- Vescovo Charles Leo Nelligan (1937)